# Matějovec (Český Rudolec)
Matějovec (deutsch Modes) ist ein Ortsteil der Gemeinde Český Rudolec in Tschechien. Er liegt zehn Kilometer nordwestlich von Slavonice und gehört zum Okres Jindřichův Hradec.

## Geographie
Das Gassendorf befindet sich im Osten der Javořická vrchovina und ist Teil des Naturparks Česká Kanada. Im Süden erhebt sich der 720 m hohe Bukový vrch (Hollabrunner Berg). In Matějovec befinden sich mehrere Teiche, die größten sind der Hladový rybník und der Korunní rybník westlich des Ortes. In der Umgebung des Dorfes befinden sich größere Felsblöcke, die als Schalen- oder Wackelsteine bezeichnet werden.
Nachbarorte sind Nový Svět im Norden, Radíkov im Nordosten, Český Rudolec im Osten, Peníkov und Stoječín im Südosten, Stálkov im Süden, Vitíněves und Landštejn im Südwesten, Rožnov im Westen sowie Terezín im Nordwesten.

## Geschichte
Die erste urkundliche Erwähnung von Matějovec erfolgte im Jahre 1399. Ab 1459 gehörte der Ort zur Herrschaft der Herren von Kraigh. Seit 1588 ist Matějovec als Pfarrdorf belegt. Im Dreißigjährigen Krieg wurde der Ort zerstört, die Kirche lag bis 1673 wüst. Durch den Ort führte die Kaiserstraße von Wien nach Prag.
Zwischen 1744 und 1747 entstand eine neue Kirche nach Plänen von Franz Alexander Hartl. Seit 1769 werden die Matriken im Ort geführt, davor seit 1652 beim Böhmisch Rudoletz. 1788 wurde eine einklassige Volksschule eröffnet, 1873 wurde der zweiklassige Schulbetrieb aufgenommen. Am Ende des 18. Jahrhunderts wird aus dem aufgelösten Meierhof die Kolonie Rosenau. 1866 wütet ein Großbrand im Ort. Eine Freiwillige Feuerwehr wurde im Jahre 1904 gegründet. Bis zum Jahre 1918 lebten viele Einwohner vom Flachsanbau und von der Flachsverarbeitung. Ebenso wurden im Ort Glasprodukte hergestellt.
Nach dem Ersten Weltkrieg und dem Vertrag von Saint-Germain, 1919, wurde der Ort, dessen Bewohner im Jahre 1910 zu 96 % der deutschen Sprachgruppe angehörten, Bestandteil der neuen Tschechoslowakischen Republik. Durch Siedler und neu besetzte Beamtenposten kommt es zu einem vermehrten Zuzug von Personen tschechischer Identität. In den 1920er Jahren wurde eine einklassige tschechische Volksschule gebaut. Am Weg nach Radíkov befand sich früher ein Pochwerk. Nach dem Münchner Abkommen, 1938, kam der Ort an das Deutsche Reich und wurde ein Teil des Reichsgau Niederdonau. 1939 bestand Modes aus 99 Häusern und hatte 379 Einwohner.
Im Zweiten Weltkrieg hatte der Ort 19 Opfer zu beklagen. Nach dessen Ende am 8. Mai 1945 wurde der Ort wieder der Tschechoslowakei zugeordnet. Am 8. Juni 1945 wurde der Ort, zeit- und systemgleich mit den umliegenden Gemeinden, von einer motorisierten Gruppe ortsfremder militanten Tschechen besetzt. Sie nahmen drei Männer als Geiseln und vertrieben die Ortsbevölkerung und zuletzt die Geiseln über Stallek und Zlabings zur Grenze nach Österreich. 50 Personen verblieben im Ort. Gemäß dem Beneš-Dekret 108 wurde das Vermögen der deutschen Einwohner konfisziert und unter staatliche Verwaltung gestellt. Die in Österreich befindlichen Ortsbewohner wurden bis auf ca. 13 %, in Übereinstimmung mit den ursprünglichen Überführungs-Zielen der Potsdamer Erklärung, nach Deutschland weiter transferiert. Sieben Personen wanderten in die USA und zwei nach Kanada aus. Im Jahre 2001 bestand das Dorf aus 69 Wohnhäusern, in denen 78 Menschen lebten.

## Bevölkerungsentwicklung
| Volkszählung | Einwohner gesamt | Volkszugehörigkeit der Einwohner | Volkszugehörigkeit der Einwohner | Volkszugehörigkeit der Einwohner |
| Jahr         | Einwohner gesamt | Deutsche                         | Tschechen                        | Andere                           |
| ------------ | ---------------- | -------------------------------- | -------------------------------- | -------------------------------- |
| 1880         | 659              | 615                              | 44                               | –                                |
| 1890         | 599              | 560                              | 39                               | -                                |
| 1900         | 568              | 533                              | 35                               | –                                |
| 1910         | 508              | 488                              | 18                               | 2                                |
| 1921         | 496              | 378                              | 90                               | 28                               |
| 1930         | 423              | 323                              | 88                               | 12                               |
| 1961         | 224              |                                  |                                  |                                  |
| 1991         | 81               |                                  |                                  |                                  |
| 2001         | 78               |                                  |                                  |                                  |

## Sehenswürdigkeiten
- Kirche St. Ulrich und St. Leonhard, erbaut 1744–1747. Das Bauwerk besitzt einen 38 m hohen Turm und befindet sich am höchsten Punkt des Dorfes
- Kriegerdenkmal (1920)[8]

## Brauchtum
Der Kirtag fand immer am ersten Sonntag nach Ulrich (4. Juli) statt und jeden Sonntag nach Leonhard (6. November) wurde das Kirchweihfest gefeiert.